# Cantonul Nogent-sur-Seine
Cantonul Nogent-sur-Seine este un canton din arondismentul Nogent-sur-Seine, departamentul Aube, regiunea Champagne-Ardenne, Franța.

## Comune
| Comune                    | Populație (1999) | Cod poștal | Cod INSEE |
| ------------------------- | ---------------- | ---------- | --------- |
| Bouy-sur-Orvin            | 69               | 10400      | 10057     |
| Courceroy                 | 100              | 10400      | 10106     |
| Ferreux-Quincey           | 429              | 10400      | 10148     |
| Fontaine-Mâcon            | 448              | 10400      | 10153     |
| Fontenay-de-Bossery       | 80               | 10400      | 10154     |
| Gumery                    | 224              | 10400      | 10169     |
| La Louptière-Thénard      | 248              | 10400      | 10208     |
| Marnay-sur-Seine          | 245              | 10400      | 10225     |
| Le Mériot                 | 550              | 10400      | 10231     |
| La Motte-Tilly            | 357              | 10400      | 10259     |
| Nogent-sur-Seine          | 5 983            | 10400      | 10268     |
| Pont-sur-Seine            | 978              | 10400      | 10298     |
| Saint-Aubin               | 543              | 10400      | 10334     |
| Saint-Nicolas-la-Chapelle | 77               | 10400      | 10355     |
| Soligny-les-Étangs        | 196              | 10400      | 10370     |
| Traînel                   | 1016             | 10400      | 10382     |